# Baton Haxhiu
Baton Haxhiu (* 2. srpna 1968 Gjakova) je kosovský sloupkař a novinář.

## Životopis
Dne 29. března 1999 Severoatlantická aliance oznámila, že byl Baton Haxhiu o den dříve Srby popraven. Haxhiu se ve skutečnosti musel po srbském nočním zásahu na list Koha Ditore, jehož byl šefredaktorem, z 23. března 1999 kvůli titulku „Nato, Just Do It“ skrývat ve sklepě, kde strávil více než týden pouze s jablky a vodou. V dubnu 1999 uprchl do Makedonie, kde pokračoval ve vydávání Koha Ditore. V říjnu 1999 se vrátil do Kosova.

## Rodina
Haxhiu je ženatý a má dva syny.